# Oscar Klefbom
Oscar Klefbom (* 20. Juli 1993 in Karlstad) ist ein ehemaliger schwedischer Eishockeyspieler. Zwischen 2014 und 2020 bestritt der Verteidiger über 300 Partien für die Edmonton Oilers aus der National Hockey League (NHL), musste seine Karriere aufgrund von Verletzungen allerdings frühzeitig beenden.

## Karriere
Oscar Klefbom begann seine Karriere als Eishockeyspieler in der Nachwuchsabteilung des Hammarö HC. Von dort wechselte er 2008 zum Färjestad BK, für dessen Profimannschaft er in der Saison 2010/11 sein Debüt in der Elitserien gab. In seinem Rookiejahr erzielte der Verteidiger in 23 Spielen je ein Tor und eine Vorlage und gewann mit seiner Mannschaft auf Anhieb den schwedischen Meistertitel. Parallel kam er für Färjestad Kooperationspartner Skåre BK in der drittklassigen Division 1 zum Einsatz, in der er im Vorjahr bereits ebenfalls beim Skåre BK sowie beim IFK Munkfors Spielpraxis im Seniorenbereich sammelte.
Mit seinen Leistungen konnte er die Talentscouts überzeugen und wurde im Anschluss an die Spielzeit zunächst im KHL Junior Draft in der ersten Runde als insgesamt 20. Spieler von Salawat Julajew Ufa ausgewählt sowie anschließend im NHL Entry Draft in der ersten Runde als insgesamt 19. Spieler von den Edmonton Oilers. Vorerst blieb der Verteidiger jedoch zwei Jahre beim Färjestad BK, ehe er zur Saison 2013/14 nach Nordamerika wechselte.
Dort spielte er eine Saison hauptsächlich für das Farmteam der Oilers, die Oklahoma City Barons, in der American Hockey League (AHL), ehe er sich während der Spielzeit 2014/15 im NHL-Aufgebot Edmontons etablierte. Im Anschluss unterzeichnete er im September 2015 einen neuen Vertrag bei den Oilers, der ihm in den folgenden sieben Saisons ein durchschnittliches Jahresgehalt von etwa 4 Millionen US-Dollar einbringen soll. In der darauf folgenden Saison 2015/16 kam Klefbom aufgrund mehrerer Verletzungen nur auf 30 Einsätze. Anschließend jedoch etablierte er sich bei den Oilers und steigerte seine Offensivstatistiken in den folgenden Jahren sukzessive.
In der Spielzeit 2020/21 blieb er aufgrund einer Schulterverletzung, die auch eine Operation nötig machte, ohne Einsatz. Auch in der darauf folgenden Saison 2021/22 absolvierte er kein NHL-Spiel, sodass insgesamt davon ausgegangen wurde, dass der Schwede nicht mehr ins professionelle Eishockey zurückkehren kann. Dies bestätigte sich, als er im August 2024 offiziell das Ende seiner Laufbahn verkündete. Zwischen 2014 und 2020 hatte er insgesamt 378 NHL-Partien für die Oilers bestritten.

### International
Für Schweden nahm Klefbom im Juniorenbereich an der U18-Weltmeisterschaft 2011 teil. Als Kapitän führte er seine Mannschaft zum Gewinn der Silbermedaille und wurde zu einem der drei besten Spieler seines Teams gewählt. Im Jahr darauf wurde er mit der schwedischen Auswahl bei der U20-Weltmeisterschaft 2012 Junioren-Weltmeister. Auf Senioren-Niveau nahm der Verteidiger erstmals an der Weltmeisterschaft 2015 teil, bei der die Mannschaft den fünften Platz erreichte.

## Erfolge und Auszeichnungen
- 2011 Schwedischer Meister mit dem Färjestad BK

### International
| - 2010 Bronzemedaille bei der World U-17 Hockey Challenge - 2010 Bronzemedaille beim Ivan Hlinka Memorial Tournament - 2011 Silbermedaille bei der U18-Weltmeisterschaft | - 2012 Goldmedaille bei der U20-Weltmeisterschaft - 2012 All-Star-Team der U20-Weltmeisterschaft |

## Karrierestatistik

### International
Vertrat Schweden bei:
| - World U-17 Hockey Challenge 2010 - Ivan Hlinka Memorial Tournament 2010 - U18-Weltmeisterschaft 2011 | - U20-Weltmeisterschaft 2012 - Weltmeisterschaft 2015 |

(Legende zur Spielerstatistik: Sp oder GP = absolvierte Spiele; T oder G = erzielte Tore; V oder A = erzielte Assists; Pkt oder Pts = erzielte Scorerpunkte; SM oder PIM = erhaltene Strafminuten; +/− = Plus/Minus-Bilanz; PP = erzielte Überzahltore; SH = erzielte Unterzahltore; GW = erzielte Siegtore; 1 Play-downs/Relegation; Kursiv: Statistik nicht vollständig)